# Königreich Laos
Das Königreich Laos (Laotisch: ພຣະຣາຊອານາຈັກລາວ, ALA-LC: Phra Rātsa-ānāchak Lāo) bestand von 1949 bis 1975 und wurde am 9. November 1953 von Frankreich unabhängig. Das Königreich war der erste unabhängige laotische Staat der Moderne und wurde von den Königen Sisavang Vong (1949–1959) und Savang Vatthana (1959–1975) regiert. Es wurde am 19. Juli 1949 innerhalb von Französisch-Indochina in der Union française autonom und infolge der kommunistischen Machtübernahme vom 23. August 1975 im Vietnamkrieg am 2. Dezember 1975 von der Demokratischen Volksrepublik Laos abgelöst.

## Geschichte

Der Königspalast in Luang Prabang

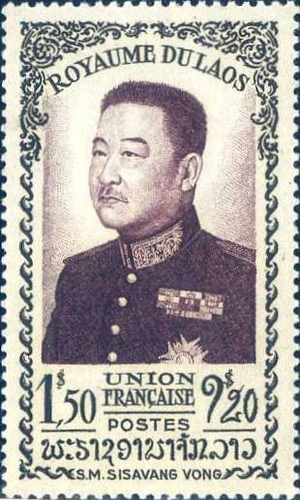
König Sisavang Vong (1949–1959) auf einer laotischen Briefmarke von 1951

Um ein vereintes Königreich zu ermöglichen, verzichtete Boun Oum vom Königreich Champasak im August 1946 zu Gunsten des Königs von Luang Prabang auf seinen Thronanspruch.
Infolge des französisch-laotischen Vertrages von 1953 übernahm die königliche laotische Regierung das Land. In dem Vertrag wurde eine konstitutionelle Monarchie unter König Sisavang Vong und Premierminister Suvanna Phūmā mit der Hauptstadt Vientiane und der Königsstadt Luang Prabang gegründet. Da nur ein Teil der laotischen Unabhängigkeitskämpfer mit dem Vertrag zufrieden war, spaltete sich die Unabhängigkeitsbewegung Lao Issara („Freie/Unabhängige Lao“) ab. In den folgenden Jahren ging der Einfluss Frankreichs zurück und die Vereinigten Staaten gewannen an Einfluss.
Am 21. Juli 1954 erkannte Frankreich auf der Indochinakonferenz endgültig die Unabhängigkeit von Laos an und verzichtete auf alle Ansprüche in Indochina, womit der 1946 ausgebrochene Indochinakrieg beendet und Indochina in die unabhängigen Staaten Laos, Kambodscha, Nordvietnam und Südvietnam geteilt wurde. Bereits 1954 brach der Bürgerkrieg in Laos aus, der bis 1975 andauerte und zur Abschaffung der Monarchie führte. 1958 bildete Premierminister Suvanna Phūmā die erste provisorische Einheitsregierung, die jedoch nur fünf Monate bestand.
1960 brach nach mehreren Rebellionen der Machtkampf zwischen der Regierung und der Pathet Lao aus. 1962 scheiterte Prinz Souvanna Phouma bei der Gründung einer zweiten provisorischen Einheitsregierung, was zu einer Verschärfung des Konfliktes führte.
Obwohl sich Laos im Vietnamkrieg neutral verhielt, führte die CIA in den 1960er und 1970er Jahren mit einer geheimen, von ihr selbst ausgehobenen Hmong-Armee vom Militärflugplatz Long Tieng aus einen Krieg gegen die Pathet Lao.
Die Vereinigten Staaten unterstützten vor und während des Vietnamkrieges die Regierung und die Hmong gegen die Pathet Lao, die Việt Minh und die Kommunistische Bewegung Nordvietnams. Daneben unterstützten Frankreich, Australien, Myanmar, Thailand und Japan die Regierung. Da der Ho-Chi-Minh-Pfad überwiegend durch Laos verlief, bombardierten die Vereinigten Staaten große Teile des Landes.
Im Februar 1973 wurde auf der Pariser Friedenskonferenz ein Waffenstillstand zwischen Nordvietnam und den Vereinigten Staaten geschlossen, und im April 1974 scheiterte Souvanna Phoumas Versuch, eine dritte provisorische Einheitsregierung zu bilden. Zu dem Zeitpunkt kontrollierte die Pathet Lao bereits weite Teile des Landes und im April 1975 nahm sie die Hauptstadt ein. Im Dezember 1975 übergab Kronprinz Vong Savang die Abdankung von König Savang Vatthana an die Pathet Lao. Anschließend wurde die Demokratische Volksrepublik Laos mit Prinz Souphanouvong als Präsident und Kaysone Phomvihane als Premierminister und Generalsekretär der Laotischen Revolutionären Volkspartei gegründet.
Als sich die Vereinigten Staaten zum Ende des Vietnamkrieges immer mehr aus Laos zurückzogen, begann der Hmong-Konflikt, der teilweise an der Grenze zu Thailand noch andauert.
Nach der Entmachtung des Königs und der Machtübernahme durch die Kommunisten wurden viele Mitglieder der königlichen Familie interniert und kamen unter ungeklärten Umständen ums Leben, darunter der ehemalige König und der Kronprinz Vong Savang, andere entkamen ins Exil und gingen nach Washington, D.C. und streben von dort die Wiedererrichtung der Monarchie an.